# 放大鏡頭
放大鏡頭就是放大机镜头，是在摄影的胶片年代用于把胶片上的影像放大至相纸的光学镜头，其质素的好坏直接影响拍摄的影像到最后在相纸上的表现。
放大头只有光圈调节，从放大的底片尺寸（135、6X6cm、6X7cm 、6X9cm 、4X5英寸、5X7英寸、8X10英寸等等）的不一样也要使用相应的不同焦距的放大头。
放大头在随着数码摄影的来临，有不少喜欢动手的人把这些设计高于摄影镜头光学水平的放大头改为摄影用镜头，因为其不具备对焦功能，所以，民间也有不少制造对焦筒以适应这些放大头用于摄影的，其成像也是惊人的。